# Маљуревац
Маљуревац је насеље у Србији у општини Пожаревац у Браничевском округу. Према попису из 2022. било је 383 становника.

## Демографија
У насељу Маљуревац живи 469 пунолетних становника, а просечна старост становништва износи 44,4 година (44,0 код мушкараца и 44,8 код жена). У насељу има 139 домаћинстава, а просечан број чланова по домаћинству је 3,94.
Ово насеље је великим делом насељено Србима (према попису из 2002. године), а у последња три пописа, примећен је пад у броју становника.
|  |

| Демографија | Демографија | Демографија |
| Година      | Становника  | Становника  |
| ----------- | ----------- | ----------- |
| 1948.       | 732         |             |
| 1953.       | 781         |             |
| 1961.       | 800         |             |
| 1971.       | 792         |             |
| 1981.       | 751         |             |
| 1991.       | 668         | 609         |
| 2002.       | 548         | 604         |
| 2011.       | 467         |             |

| Етнички састав према попису из 2002.‍ | Етнички састав према попису из 2002.‍ | Етнички састав према попису из 2002.‍ | Етнички састав према попису из 2002.‍ | Етнички састав према попису из 2002.‍ |
| ------------------------------------ | ------------------------------------ | ------------------------------------ | ------------------------------------ | ------------------------------------ |
|                                      |                                      |                                      |                                      |                                      |
| Срби                                 | Срби                                 |                                      | 542                                  | 98,90%                               |
| непознато                            | непознато                            |                                      | 6                                    | 1,09%                                |

| Година пописа     | 1948. | 1953. | 1961. | 1971. | 1981. | 1991. | 2002. |
| ----------------- | ----- | ----- | ----- | ----- | ----- | ----- | ----- |
| Број домаћинстава | 150   | 169   | 162   | 167   | 158   | 147   | 139   |

| Број чланова      | 1  | 2  | 3  | 4  | 5  | 6  | 7 | 8 | 9 | 10 и више | Просек |
| ----------------- | -- | -- | -- | -- | -- | -- | - | - | - | --------- | ------ |
| Број домаћинстава | 17 | 25 | 13 | 28 | 23 | 23 | 7 | 0 | 2 | 1         | 3,94   |

| Пол    | Укупно | Неожењен/Неудата | Ожењен/Удата | Удовац/Удовица | Разведен/Разведена | Непознато |
| ------ | ------ | ---------------- | ------------ | -------------- | ------------------ | --------- |
| Мушки  | 248    | 61               | 154          | 26             | 6                  | 1         |
| Женски | 236    | 25               | 156          | 46             | 9                  | 0         |
| УКУПНО | 484    | 86               | 310          | 72             | 15                 | 1         |

| Пол    | Укупно                    | Пољопривреда, лов и шумарство | Рибарство                            | Вађење руде и камена | Прерађивачка индустрија       |
| ------ | ------------------------- | ----------------------------- | ------------------------------------ | -------------------- | ----------------------------- |
| Мушки  | 140                       | 46                            | 0                                    | 53                   | 6                             |
| Женски | 47                        | 29                            | 0                                    | 0                    | 5                             |
| УКУПНО | 187                       | 75                            | 0                                    | 53                   | 11                            |
| Пол    | Производња и снабдевање   | Грађевинарство                | Трговина                             | Хотели и ресторани   | Саобраћај, складиштење и везе |
| Мушки  | 9                         | 8                             | 8                                    | 1                    | 0                             |
| Женски | 0                         | 1                             | 3                                    | 2                    | 0                             |
| УКУПНО | 9                         | 9                             | 11                                   | 3                    | 0                             |
| Пол    | Финансијско посредовање   | Некретнине                    | Државна управа и одбрана             | Образовање           | Здравствени и социјални рад   |
| Мушки  | 0                         | 1                             | 3                                    | 1                    | 2                             |
| Женски | 0                         | 0                             | 0                                    | 1                    | 5                             |
| УКУПНО | 0                         | 1                             | 3                                    | 2                    | 7                             |
| Пол    | Остале услужне активности | Приватна домаћинства          | Екстериторијалне организације и тела | Непознато            | Непознато                     |
| Мушки  | 1                         | 0                             | 0                                    | 1                    | 1                             |
| Женски | 1                         | 0                             | 0                                    | 0                    | 0                             |
| УКУПНО | 2                         | 0                             | 0                                    | 1                    | 1                             |